# Isidor Niflot
Isidor Niflot (né le 16 avril 1881 en Russie et mort le 29 mai 1950) est un lutteur sportif américain.

## Biographie
Isidor Niflot obtient une médaille d'or olympique, en 1904 à Saint-Louis en poids coqs.